# 히포다메이아

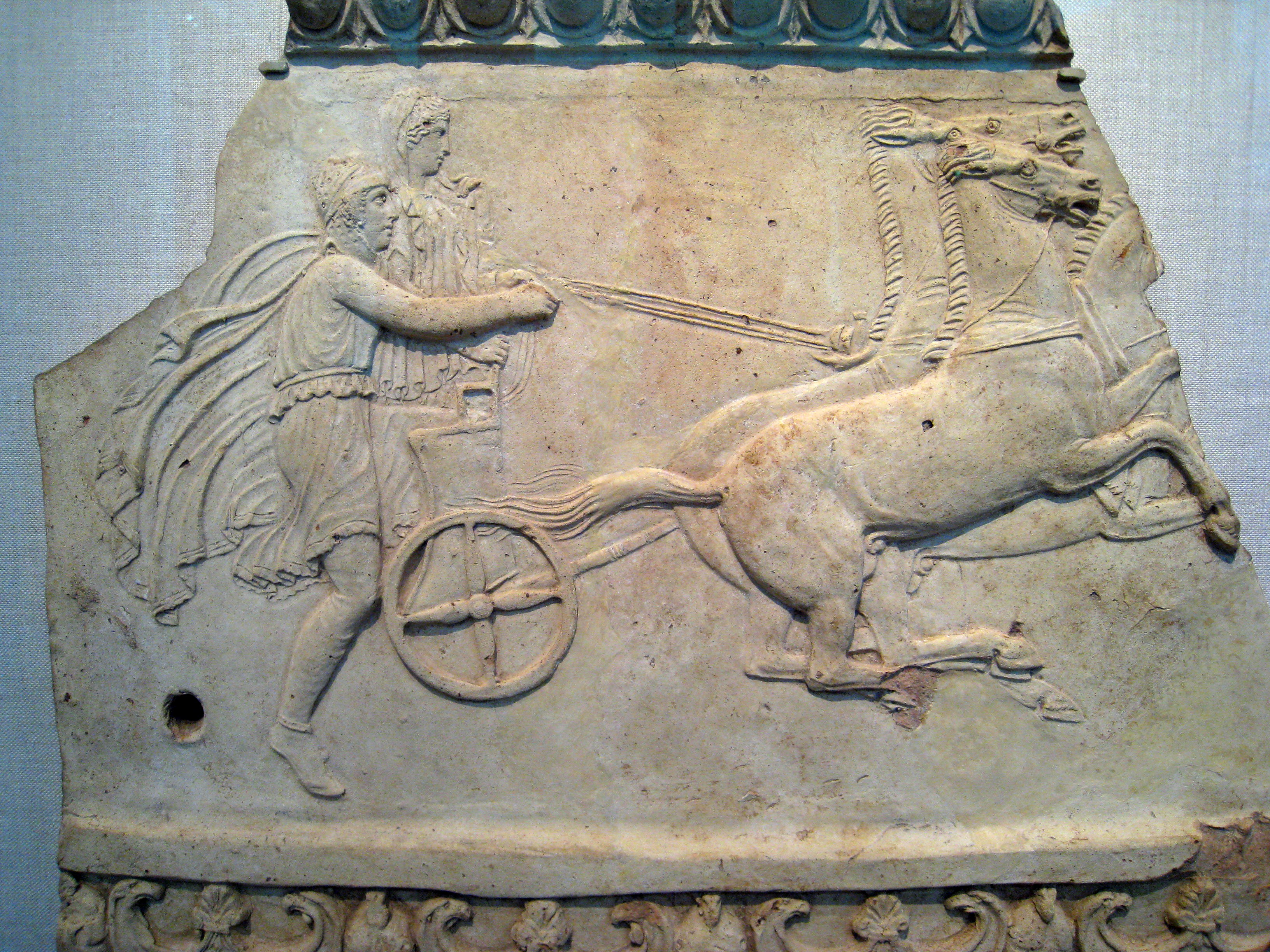

히포다메이아(Hippodamia of Pisa)는 그리스 신화의 인물로, 오이노마오스 왕의 딸이자 펠롭스의 아내였다. 히포다메이아의 자손으로는 티에스테스, 아트레우스, 피테우스, 알카토오스, 트로이젠, 히팔시모스, 코프레우스, 아스티다메이아, 니키페, 에우리디케, 뤼시디케 등이 있다.

## 펠롭스의 구혼
청년이 된 펠롭스는 히포다메이아와 결혼하고 싶었다. 오이노마오스는 그의 사위에게 살해당할 것이라는 예언 때문에 아무도 딸과 결혼하지 못하도록, 구혼하러 오는 자들에게 전차 경주를 제안했다. 구혼자들은 히포다메이아를 싣고 전차를 몰아 달아났고, 오이노마오스가 뒤따라갔다. 따라잡히게 되면 그대로 오이노마오스에게 살해당했으며, 그들의 목은 본보기로 궁전 기둥에 걸렸다.

펠롭스는 포세이돈에게 도움을 요청했고, 날개달린 말들이 끄는 전차를 받았다. 펠롭스는 다시 왕의 마차지기인 헤르메스의 아들 뮈르틸로스에게 찾아갔다. 펠롭스, 혹은 히포다메이아가 그에게 왕국의 반을 나누어 주고 히포다메이아의 초야를 함께 보내게 해 준다는 조건을 제시하고 협조를 요청했다. 뮈르틸로스는 경주 전날 밤에 굴대와 바퀴를 연결하는 못을 청동으로 만든 것에서 밀랍으로 만든 것으로 바꾸었다. 전차경주가 시작되고, 한참의 질주 끝에 오이노마오스가 막 펠롭스를 따라잡아 살해하려고 할 때, 바퀴는 떨어져 날아가고 전차는 조각났다. 뮈르틸로스는 살아남았지만 오이노마오스는 죽었다. 후에 뮈르틸로스가 약속받은 히포다메이아와의 하룻밤을 요구하며 그녀를 겁탈하려 하자, 펠롭스는 뮈르틸로스를 바닷가 벼랑에서 밀어 살해했다.